# Maksim Štrauch
Maksim Maksimovič Štrauch (Максим Максимович Штраух; Mosca, 23 febbraio 1900 – Mosca, 3 gennaio 1974) è stato un attore sovietico.

## Filmografia parziale

### Attore
- Sciopero! (1924)
- Prividenie, kotoroe ne vozvraščaetsja (1929)
- La linea generale (1929)
- L'impiegato statale (1930)

## Premi
- Artista onorato della RSFSR
- Artista popolare della RSFSR
- Artista del popolo dell'Unione Sovietica
- Premio Stalin
- Premio Lenin
- Ordine di Lenin
- Ordine della Bandiera rossa del lavoro